# Canton de Bollène
Le canton de Bollène est une circonscription électorale française située dans le département de Vaucluse, en région Provence-Alpes-Côte d'Azur.

## Géographie
Le canton est situé à l'extrémité nord-ouest de Vaucluse, en limite des départements de l'Ardèche, de la Drôme et du Gard. Bollène en est la commune la plus peuplée et le bureau centralisateur.

## Histoire
Le canton fait partie de l'arrondissement d'Orange jusqu'à la suppression de celui-ci en 1926. Depuis cette date, il appartient à celui d'Avignon.
Conformément à la loi du 17 mai 2013, un nouveau découpage cantonal de Vaucluse est défini par un décret du 28 février 2014 et entre en vigueur à l'issue des élections départementales de mars 2015. Le nombre de communes du canton passe de 7 à 9 avec l'intégration de Sérignan-du-Comtat et Uchaux, issues du canton d'Orange-Est qui est supprimé.

## Représentation

### Conseillers généraux de 1833 à 2015
| Période | Période          | Identité                                  | Étiquette                    | Qualité                                                                                         |
| ------- | ---------------- | ----------------------------------------- | ---------------------------- | ----------------------------------------------------------------------------------------------- |
| 1833    | 1842             | Joseph Reynaud de Lagardette              | Gauche                       | Maire de Bollène (1830-1832)                                                                    |
| 1842    | 1848             | Marquis Maurice de Balincourt (1789-1864) |                              | Propriétaire, maire de Lamotte                                                                  |
| 1848    | 1852             | Joseph Reynaud de Lagardette              | Gauche                       | Député (1848-1849)                                                                              |
| 1852    | 1864 (décès)     | Marquis Maurice de Balincourt             |                              | Propriétaire, maire de Lamotte                                                                  |
| 1864    | 1870             | Félix-Martin de Pontbriand                |                              | Ancien intendant militaire                                                                      |
| 1870    | 1871             | Arthur Reynaud de Lagardette              | Républicain                  | Propriétaire à Bollène Membre de la Commission départementale                                   |
| 1871    | 1873 (démission) | Adrien Varène                             |                              | Propriétaire à Bollène                                                                          |
| 1873-   | 1886             | Joseph Pierre Martin Bernard Goudareau    | Républicain                  | Docteur en médecine Maire de Sainte-Cécile-les-Vignes                                           |
| 1886    | 1898             | Arthur Reynaud de Lagardette              | Républicain                  | Propriétaire à Bollène                                                                          |
| 1898    | 1922             | Marius Loque                              | RG                           | Médecin à Bollène Député (1902-1906) Maire de Bollène (1896-1919)                               |
| 1922    | 1928             | Henry Hugou                               | ex-PC-SFIC (exclu en 1922)   | Docteur en médecine Maire de Bollène (1920-1923)                                                |
| 1928    | 1934             | Marius Loque                              | Rad.                         | Médecin à Bollène                                                                               |
| 1934    | 1940             | Étienne Charpier                          | PC-SFIC                      | Inspecteur d'assurances à Avignon                                                               |
| 1942    | 1945             | Achille Chaussinand                       |                              | Notaire Président de la délégation spéciale de Mondragon Nommé conseiller départemental en 1942 |
| 1945    | 1975 (démission) | Robert Ellen                              | PCF (jusqu'en 1958) puis DVD | Ouvrier briquetier puis auxiliaire aux PTT Maire de Bollène (1945-1971)                         |
| 1975    | 1988             | Georges Sabatier                          | PCF                          | Agriculteur Maire de Bollène (1977-1989)                                                        |
| 1988    | 2015             | Jean-Pierre Lambertin                     | PS                           | Instituteur Maire de Lapalud (1977-2014) Vice-président délégué du conseil général              |

### Conseillers d'arrondissement (de 1833 à 1940)
Le canton de Bollène avait deux conseillers d'arrondissement.
| Période                                  | Période | Identité                                    | Étiquette | Qualité |
| ---------------------------------------- | ------- | ------------------------------------------- | --------- | --- |
| 1833                                     |         | Jean André Fargier (1794-1860)              |           | Maire de Lapalud                                                                                            |
| 1833                                     |         | François Pierre Honoré Pourchet (1775-1851) |           | Négociant, maire de Mornas                                                                                  |
| 1901                                     | 1913    | Henri Chabrol                               | Radical   | Maire de Sainte-Cécile                                                                                      |
| 1901                                     | 1913    | Félix Roussin                               | Radical   | Conseiller municipal de Bollène                                                                             |
| 1913                                     |         | M. Darbou                                   |           | |
| 1913                                     |         | Marien Goudareau                            |           | Industriel à Piolenc                                                                                        |
| 1919                                     | 1925    | Émile Bernard                               | SFIO      | Agriculteur à Sainte-Cécile-les-Vignes                                                                      |
| 1925                                     |         | Eugène Fabrol                               | PC-SFIC   | Cultivateur à Lapalud                                                                                       |
| 1937                                     | 1940    | Louis Mancis                                | Radical   | Maire de Lagarde-Paréol                                                                                     |
| 1937                                     | 1940    | Louis Rambaud                               | Radical   | Président des jeunes Radicaux à Lamotte-du-Rhône                                                            |
| 1940                                     |         |                                             |           | Les conseils d'arrondissement ont été suspendus par la loi du 12 octobre 1940 et n'ont jamais été réactivés |
| Les données manquantes sont à compléter. |         |                                             |           | |

### Conseillers départementaux depuis 2015
| Période élective | Période élective | Mandat | Mandat   | Identité             | Nuance | Nuance | Qualité                                                                               |
| ---------------- | ---------------- | ------ | -------- | -------------------- | ------ | ------ | ------------------------------------------------------------------------------------- |
| 2015             | 2021             | 2015   | 2021     | Marie-Claude Bompard |        | EXD    | Maire de Bollène (2008-2020), ancienne conseillère générale du canton d'Orange-Est    |
| 2015             | 2021             | 2015   | 2021     | Xavier Fruleux       |        | EXD    | Directeur de cabinet de la maire de Bollène jusqu'en 2020                             |
| 2021             | 2028             | 2021   | en cours | Christine Lanthelme  |        | DIV    | Artisan céramiste Maire d'Uchaux                                                      |
| 2021             | 2028             | 2021   | en cours | Anthony Zilio        |        | DIV    | Chef de projet environnement Maire de Bollène, Président de la Communauté de communes |

### Résultats détaillés

#### Élections de mars 2015
À l'issue du 1er tour des élections départementales de 2015, trois binômes sont en ballottage : Annie André et Jean-Pierre Lambertin (Union de la Gauche), avec 36,45 %, Marie-Claude Bompard et Xavier Fruleux (LS), avec 32,66 % et Georges Michel et Jeanne Yvan (FN), avec 30,89 %. Le taux de participation est de 54,14 % (12 442 votants sur 22 980 inscrits) contre 54,43 % au niveau départemental et 50,17 % au niveau national.
Au second tour, Marie-Claude Bompard et Xavier Fruleux sont élus avec 57,83 % des suffrages exprimés et un taux de participation de 56,96 % (7 154 voix pour 13 089 votants et 22 978 inscrits).
Marie-Claude Bompard et Xavier Fruleux appartiennent à la Ligue du Sud.

#### Élections de juin 2021
Le premier tour des élections départementales de 2021 est marqué par un très faible taux de participation (33,26 % au niveau national). Dans le canton de Bollène, ce taux de participation est de 34,04 % (8 202 votants sur 24 094 inscrits) contre 34,94 % au niveau départemental. À l'issue de ce premier tour, deux binômes sont en ballottage : Christine Lanthelme et Anthony Zilio (Divers, 50,77 %) et Jean-Jacques Malapert et Bernadette Pelletier (RN, 26,91 %).
Le second tour des élections est marqué une nouvelle fois par une abstention massive équivalente au premier tour. Les taux de participation sont de 34,36 % au niveau national, 38,18 % dans le département et 37,58 % dans le canton de Bollène. Christine Lanthelme et Anthony Zilio (Divers) sont élus avec 57,3 % des suffrages exprimés (4 954 voix pour 9 056 votants et 24 099 inscrits),,.
Soutenus par la gauche au premier tour, Anthony Zilio et Christine Lanthelme ont rejoint la nouvelle majorité départementale.

## Composition

### Composition avant 2015

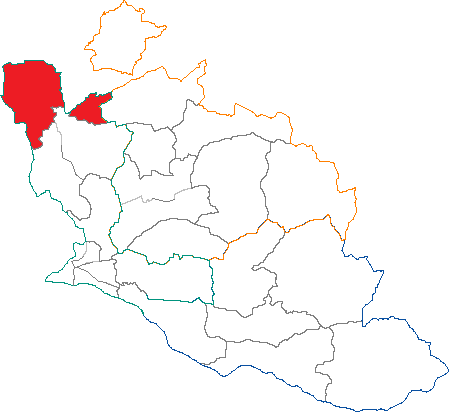
Situation du canton de Bollène dans le département de Vaucluse avant 2015.

Le canton était composé de 7 communes.
| Nom                      | Code Insee | Codepostal | Superficie (km2) | Population (dernière pop. légale) | Densité (hab./km2) |
| ------------------------ | ---------- | ---------- | ---------------- | --------------------------------- | ------------------ |
| Bollène (chef-lieu)      | 84019      | 84500      | 54,03            | 14 131 (2012)                     | 262                |
| Lagarde-Paréol           | 84061      | 84290      | 9,29             | 311 (2012)                        | 33                 |
| Lamotte-du-Rhône         | 84063      | 84840      | 11,97            | 402 (2012)                        | 34                 |
| Lapalud                  | 84064      | 84840      | 17,37            | 3 966 (2012)                      | 228                |
| Mondragon                | 84078      | 84430      | 40,65            | 3 727 (2012)                      | 92                 |
| Mornas                   | 84083      | 84550      | 26,09            | 2 334 (2012)                      | 89                 |
| Sainte-Cécile-les-Vignes | 84106      | 84290      | 19,82            | 2 369 (2012)                      | 120                |

### Composition depuis 2015
Le canton de Bollène regroupe désormais neuf communes entières.
| Nom                             | Code Insee | Intercommunalité             | Superficie (km2) | Population (dernière pop. légale) | Densité (hab./km2) | Modifier                                    |
| ------------------------------- | ---------- | ---------------------------- | ---------------- | --------------------------------- | ------------------ | ------------------------------------------- |
| Bollène (bureau centralisateur) | 84019      | CC Rhône Lez Provence        | 54,03            | 13 871 (2022)                     | 257                | modifier les données · modifier les données |
| Lagarde-Paréol                  | 84061      | CC Aygues Ouvèze en Provence | 9,29             | 321 (2022)                        | 35                 | modifier les données · modifier les données |
| Lamotte-du-Rhône                | 84063      | CC Rhône Lez Provence        | 11,97            | 397 (2022)                        | 33                 | modifier les données · modifier les données |
| Lapalud                         | 84064      | CC Rhône Lez Provence        | 17,37            | 3 831 (2022)                      | 221                | modifier les données · modifier les données |
| Mondragon                       | 84078      | CC Rhône Lez Provence        | 40,65            | 3 756 (2022)                      | 92                 | modifier les données · modifier les données |
| Mornas                          | 84083      | CC Rhône Lez Provence        | 26,09            | 2 530 (2022)                      | 97                 | modifier les données · modifier les données |
| Sainte-Cécile-les-Vignes        | 84106      | CC Aygues Ouvèze en Provence | 19,82            | 2 639 (2022)                      | 133                | modifier les données · modifier les données |
| Sérignan-du-Comtat              | 84127      | CC Aygues Ouvèze en Provence | 19,82            | 2 896 (2022)                      | 146                | modifier les données · modifier les données |
| Uchaux                          | 84135      | CC Aygues Ouvèze en Provence | 18,48            | 1 702 (2022)                      | 92                 | modifier les données · modifier les données |
| Canton de Bollène               | 8405       |                              | 217,52           | 31 943 (2022)                     | 147                | modifier les données                        |

## Démographie
En 2022, le canton comptait 31 943 habitants, en évolution de +2,77 % par rapport à 2016 (Vaucluse : +1,73 %, France hors Mayotte : +2,11 %).
| 2013   | 2018   | 2022   |
| ------ | ------ | ------ |
| 30 853 | 31 193 | 31 943 |